# Кубок іспанської ліги з футболу 1984
Кубок іспанської ліги 1984 — 2-й розіграш Кубка іспанської ліги. У змаганні брали участь 18 футбольних колективів із Ла-Ліги 1983—1984, а також переможці Кубків іспанських ліг минулого сезону серед дивізіонів Сегунди, Сегунди Б та Терсери. Титул вперше здобув Реал Вальядолід.

## Календар
| Раунд        | Дата матчів             | Матчі | Клуби   |
| ------------ | ----------------------- | ----- | ------- |
| Перший раунд | 4-9/12-15 травня 1984   | 20    | 22 → 12 |
| Другий раунд | 19-20/27-28 травня 1984 | 8     | 12 → 8  |
| 1/4 фіналу   | 2-3/9-10 червня 1984    | 8     | 8 → 4   |
| 1/2 фіналу   | 16/21 червня 1984       | 4     | 4 → 2   |
| Фінал        | 26/30 червня 1984       | 2     | 2 → 1   |

## Перший раунд
| Команда 1                   | Заг.         | Команда 2                | 1-й матч | 2-й матч |
| --------------------------- | ------------ | ------------------------ | -------- | -------- |
| 4/13 травня 1984            |              |                          |          |          |
| Севілья                     | 1:1 пен. 4:2 | Валенсія                 | 1:0      | 0:1      |
| 6/12 травня 1984            |              |                          |          |          |
| Реал Мадрид                 | 3:4          | Атлетіко (Мадрид)        | 1:1      | 2:3      |
| 6/13 травня 1984            |              |                          |          |          |
| Еспаньйол                   | 6:2          | Реал Мурсія              | 2:1      | 4:1      |
| Реал Вальядолід             | 5:2          | Реал Сарагоса            | 1:0      | 4:2      |
| Реал Сосьєдад               | 2:0          | Кадіс                    | 2:0      | 0:0      |
| Мальорка                    | 4:2          | Саламанка                | 3:1      | 1:1      |
| 9/15 травня 1984            |              |                          |          |          |
| Осасуна                     | 6:2          | Альбасете (3)            | 1:1      | 5:1      |
| Депортіво Малага            | 3:0          | Атлетіко Мадріленьйо (2) | 1:0      | 2:0      |
| Реал Мадрид Афісіонадес (4) | 0:3          | Спортінг (Хіхон)         | 0:0      | 0:3      |
| Спортінг Хіхон Атлетіко (3) | 4:4 пен. 4:5 | Реал Бетіс               | 0:0      | 4:4      |

## Другий раунд
Клуби Севілья, Еспаньйол, Реал Вальядолід та Реал Бетіс пройшли до наступного раунду після жеребкування.
| Команда 1         | Заг. | Команда 2         | 1-й матч | 2-й матч |
| ----------------- | ---- | ----------------- | -------- | -------- |
| 19/27 травня 1984 |      |                   |          |          |
| Барселона         | 3:2  | Реал Сосьєдад     | 3:0      | 0:2      |
| Атлетік (Більбао) | 3:6  | Атлетіко (Мадрид) | 1:3      | 2:3      |
| 20/27 травня 1984 |      |                   |          |          |
| Спортінг (Хіхон)  | 4:2  | Осасуна           | 3:0      | 1:2      |
| 20/28 травня 1984 |      |                   |          |          |
| Мальорка          | 4:1  | Депортіво Малага  | 2:1      | 2:0      |

## 1/4 фіналу
| Команда 1        | Заг.         | Команда 2         | 1-й матч | 2-й матч |
| ---------------- | ------------ | ----------------- | -------- | -------- |
| 2/9 червня 1984  |              |                   |          |          |
| Спортінг (Хіхон) | 1:2          | Реал Бетіс        | 0:1      | 1:1      |
| 3/9 червня 1984  |              |                   |          |          |
| Еспаньйол        | 2:6          | Атлетіко (Мадрид) | 0:2      | 2:4      |
| Мальорка         | 4:4 пен. 4:5 | Барселона         | 2:1      | 2:3      |
| 3/10 червня 1984 |              |                   |          |          |
| Севілья          | 3:3 пен.     | Реал Вальядолід   | 2:0      | 1:3      |

## 1/2 фіналу
| Команда 1         | Заг. | Команда 2         | 1-й матч | 2-й матч |
| ----------------- | ---- | ----------------- | -------- | -------- |
| 16/21 червня 1984 |      |                   |          |          |
| Барселона         | 2:4  | Атлетіко (Мадрид) | 1:2      | 1:2      |
| Реал Бетіс        | 2:3  | Реал Вальядолід   | 2:0      | 0:3      |

## Фінал
| Команда 1         | Заг. | Команда 2       | 1-й матч | 2-й матч |
| ----------------- | ---- | --------------- | -------- | -------- |
| 26/30 червня 1984 |      |                 |          |          |
| Атлетіко (Мадрид) | 0:3  | Реал Вальядолід | 0:0      | 0:3 дч   |

### Перший матч
| 26 червня 1984 |

| Атлетіко (Мадрид) | 0:0      | Реал Вальядолід |
| ----------------- | -------- | --------------- |
|                   | Протокол |                 |

| Вісенте Кальдерон, Мадрид Глядачів: 30 000 Арбітр: Ідельфонсо Урісар Аспітарте |

### Повторний матч
| 30 червня 1984 |

| Реал Вальядолід                          | 3:0 дч   | Атлетіко (Мадрид) |
| ---------------------------------------- | -------- | ----------------- |
| Вотава 98' (аг) Фортес 106' Мінгела 113' | Протокол |                   |

| Хосе Соррилья, Вальядолід Глядачів: 33 000 Арбітр: Хосе Донато Пес Перес |